# Associazione Calcio Reggiana 1957-1958
Questa voce raccoglie le informazioni riguardanti l'Associazione Calcio Reggiana nelle competizioni ufficiali della stagione 1957-1958.

## Stagione
La società del triunvirato formato da Carlo Visconti, Giorgio Degola e Gino Lari punta alla promozione in B, sempre con Luigi Del Grosso come allenatore e protagonista in questa stagione sulla panchina granata.
Dalla Carrarese arrivano tre giocatori: il centromediano Giampiero Grevi che sarà a lungo una colonna della squadra granata, il mediano Nildo Rosini e la mezzala Alberto Latini che verrà utilizzato anche come centravanti di manovra. Veste la maglia di portiere il romano Eugenio Cherubini, dall'Atalanta arriva in prestito il terzino destro Piero Gardoni, dal Palermo al quale viene girato il mediano Alberto Malavasi, vengono prelevati l'ala destra Franco Maselli e la mezzala Mario Pistacchi che con 13 centri sarà il miglior marcatore stagionale, dal Livorno l'ala sinistra Farnese Masoni.
Inizia male il cammino dei granata in campionato e dopo dieci giornate e le due sconfitte di Reggio Calabria e di Catanzaro la Reggiana finisce nella parte bassa della classifica con cinque sconfitte sulla groppa. Poi la riscossa con una squadra che gira a meraviglia fino al pari di Vercelli, alla vittoria (5-2) col Livorno e (3-0) contro la neopromossa e favoritissima Sarom Ravenna. La promozione matematica è raggiunta alla penultima giornata nonostante la sconfitta (2-0) di Legnano. Con la Reggiana, che vince il torneo con 43 punti, viene promosso nel torneo cadetto anche il Vigevano secondo con 41 punti. La Reggiana si classifica al primo posto e i tifosi festeggiano il ritorno dopo cinque anni in Serie B, all'ultima partita con la Pro Patria del 25 maggio 1958.

## Divise
| Prima divisa | Seconda divisa |

## Rosa
| N. |                   | Ruolo | Calciatore        |
| -- | ----------------- | ----- | ----------------- |
|    | Italia (bandiera) | P     | Nicola Carpini    |
|    | Italia (bandiera) | C     | Aldo Catalani     |
|    | Italia (bandiera) | P     | Eugenio Cherubini |
|    | Italia (bandiera) | C     | Mario Cocco       |
|    | Italia (bandiera) | C     | Tito Corsi        |
|    | Italia (bandiera) | C     | Armando Furlan    |
|    | Italia (bandiera) | D     | Piero Gardoni     |
|    | Italia (bandiera) | D     | Giampiero Grevi   |
|    | Italia (bandiera) | C     | Alberto Latini    |
|    | Italia (bandiera) | A     | Franco Maselli    |

| N. |                   | Ruolo | Calciatore         |
| -- | ----------------- | ----- | ------------------ |
|    | Italia (bandiera) | A     | Farnese Masoni     |
|    | Italia (bandiera) | D     | Umberto Meggiolaro |
|    | Italia (bandiera) | A     | Luciano Nobili     |
|    | Italia (bandiera) | A     | Sergio Nundini     |
|    | Italia (bandiera) | A     | Corrado Perli      |
|    | Italia (bandiera) | A     | Mario Pistacchi    |
|    | Italia (bandiera) | D     | Giorgio Ramusani   |
|    | Italia (bandiera) | C     | Nildo Rosini       |
|    | Italia (bandiera) | A     | Sergio Tonini      |

## Risultati

### Girone di andata
| Arbitro: | Cerutti (Legnano) |

|                        |           |         |
| Masoni 22’, 64’ (rig.) | Marcatori | 12’ Pin |

| Arbitro: | Alterio (Roma) |

|                           |           |           |
| List 3’, 90’ Canavesi 87’ | Marcatori | 10’ Perli |

| Arbitro: | Bartolomei (Roma) |

|             |           |  |
| Maselli 57’ | Marcatori |  |

| Arbitro: | Ubezio (Novara) |

|              |           |  |
| Capecchi 62’ | Marcatori |  |

| Arbitro: | Cataldo (Roma) |

|  |           |           |
|  | Marcatori | 89’ Rossi |

| Arbitro: | Campagna (Palermo) |

|  |           |                       |
|  | Marcatori | 2’ Masoni 87’ Maselli |

| Arbitro: | Butti (Como) |

|                 |           |  |
| Nicolazzini 89’ | Marcatori |  |

| Arbitro: | Basciu (Genova) |

|                 |           |              |
| Masoni 36’, 45’ | Marcatori | 56’ Balestri |

| Arbitro: | Sebastio (Taranto) |

|                       |           |  |
| Bumbaca 1’ Zanutel 8’ | Marcatori |  |

| Arbitro: | Zaza (Molfetta) |

|                                |           |           |
| Scroccaro 29’, 37’ Rambone 84’ | Marcatori | 33’ Perli |

| Arbitro: | Righetti (Torino) |

|               |           |  |
| Pistacchi 20’ | Marcatori |  |

| Arbitro: | Carbonelli (Brescia) |

|              |           |           |
| Angelini 72’ | Marcatori | 28’ Corsi |

| Arbitro: | Orlandi (Torino) |

|                         |           |  |
| Catalani 44’ Tonini 87’ | Marcatori |  |

| Vercelli 29 dicembre 1957 14ª giornata | Pro Vercelli    | 0 – 0 | Reggiana | Stadio Leonida Robbiano\| Arbitro: \| Perego (Milano) \| |
| Arbitro:                               | Perego (Milano) |       |          |                                                          |

| Arbitro: | Stanzione (Salerno) |

|                                                 |           |  |
| Catalani 30’ Schiavone 66’ (aut.) Pistacchi 88’ | Marcatori |  |

| Arbitro: | Ubezio (Novara) |

|                    |           |                          |
| Pistacchi 26’, 36’ | Marcatori | 33’ (aut.) Grevi 63’ Ive |

| Busto Arsizio 19 gennaio 1958 17ª giornata | Pro Patria    | 0 – 0 | Reggiana | Stadio Comunale\| Arbitro: \| Leita (Udine) \| |
| Arbitro:                                   | Leita (Udine) |       |          |                                                |

### Girone di ritorno
| Carbonia 26 gennaio 1958 18ª giornata | Carbosarda   | 0 – 0 | Reggiana | Stadio Comunale\| Arbitro: \| Vanni (Pisa) \| |
| Arbitro:                              | Vanni (Pisa) |       |          |                                               |

| Arbitro: | Gambarotta (Genova) |

|                                |           |             |
| Pistacchi 23’ (rig.) Cocco 75’ | Marcatori | 61’ Orlando |

| Arbitro: | De Marchi (Pordenone) |

|  |           |             |
|  | Marcatori | 52’ Maselli |

| Arbitro: | Caputo (Napoli) |

|                                                      |           |                           |
| Catalani 6’, 41’, 64’ Maselli 32’ Tellini 73’ (aut.) | Marcatori | 11’ Picchi 90’ Coltellini |

| Arbitro: | Campagna (Palermo) |

|            |           |            |
| Donino 17’ | Marcatori | 13’ Rosini |

| Arbitro: | Zaza (Molfetta) |

|                                    |           |  |
| Pistacchi 8’ Latini 33’ Masoni 43’ | Marcatori |  |

| Arbitro: | Leita (Udine) |

|                                              |           |  |
| Catalani 19’ Pistacchi 51’ (rig.) Masoni 60’ | Marcatori |  |

| Arbitro: | Butti (Como) |

|               |           |            |
| Di Napoli 70’ | Marcatori | 16’ Latini |

| Arbitro: | De Magistris (Torino) |

|                            |           |              |
| Catalani 15’ Pistacchi 58’ | Marcatori | 26’ Ferrulli |

| Arbitro: | Zaza (Molfetta) |

|                      |           |             |
| Cocco 20’ Latini 67’ | Marcatori | 55’ Ariagno |

| Arbitro: | Rebuffo (Milano) |

|           |           |                        |
| Ardit 36’ | Marcatori | 9’ Catalani 78’ Masoni |

| Arbitro: | Cerutti (Legnano) |

|                      |           |                |
| Pistacchi 38’ (rig.) | Marcatori | 10’ Francescon |

| Arbitro: | De Robbio (Torre Annunziata) |

|                         |           |               |
| Alicata 18’ Guarini 66’ | Marcatori | 39’ Pistacchi |

| Arbitro: | Marangio (Roma) |

|                                 |           |                  |
| Latini 21’ Pistacchi 70’ (rig.) | Marcatori | 57’, 86’ Bosisio |

| Arbitro: | Menchini (Udine) |

|                               |           |                                                      |
| Novi 16’ Schiavone 26’ (rig.) | Marcatori | 1’ (aut.) Curti 22’ (rig.) 53’ Pistacchi 35’ Maselli |

| Arbitro: | Annoscia (Bari) |

|                         |           |  |
| Moretti 12’ Bocchio 36’ | Marcatori |  |

| Arbitro: | Gay (Asti) |

|            |           |  |
| Masoni 43’ | Marcatori |  |